# Neudorf bei Ebensfeld
Neudorf bei Ebensfeld (amtlich: „Neudorf b.Ebensfeld“) ist ein Gemeindeteil des oberfränkischen Marktes Ebensfeld im Landkreis Lichtenfels.

## Geographie
Das Dorf liegt etwa vier Kilometer westlich von Ebensfeld auf einem Höhenzug zwischen Maintal und Itzgrund. Es gehört zum Banzgau, einem lang gezogenen Dreieck zwischen der Itz und dem Main, südlich von Kloster Banz.

## Geschichte
Neudorf wurde erstmals um 1270 bei den Zehnteinkünften der Würzburger Dompropstei in „Nuvendorf“ erwähnt. Das Dorf entstand als Neugründung des westlich gelegenen Dorfes Rappoldsrode, das von seinen Bewohnern verlassen wurde.
1801 existierten acht Haushalte in dem Ort. Vogtei-, Dorf- und Gemeindeherr war die Bamberger Dompropstei.
1862 wurde Neudorf in das neu geschaffene bayerische Bezirksamt Staffelstein eingegliedert. Das Dorf gehörte zur Landgemeinde Messenfeld im Landgerichtsbezirk Staffelstein.
1871 hatte Neudorf 56 Einwohner und 41 Gebäude. Die katholische Schule befand sich im 1,5 Kilometer entfernten Birkach und die Kirche im zwei Kilometer entfernten Döringstadt. 1900 umfassten die Orte der Landgemeinde Messenfeld eine Fläche von 350,23 Hektar, 138 Einwohner, von denen 136 katholisch waren, und 25 Wohngebäude. 57 Personen lebten in Neudorf in 9 Wohngebäuden und 1925 51 Personen in 8 Wohngebäuden. 1950 hatte Neudorf 77 Einwohner und 7 Wohngebäude. Im Jahr 1970 zählte der Weiler 45, 1987 insgesamt 38 Einwohner sowie 7 Wohnhäuser mit 7 Wohnungen.
Am 1. Juli 1972 wurde der Landkreis Staffelstein aufgelöst. Neudorf wurde in den Landkreis Lichtenfels eingegliedert und Ebensfeld als Gemeindeteil zugeschlagen. Im Jahr 1985 wurde der Ort beim Wettbewerb Unser Dorf soll schöner werden – unser Dorf hat Zukunft Bundessieger.
Zudem befindet sich bei Neudorf bei Ebensfeld ein Sägewerk, welches die Holzversorgung im Großraum Ebensfeld sicherstellt.

## Sehenswürdigkeiten
Die katholische Ortskapelle Herz Jesu gehört zur Pfarrei Döringstadt. Der neugotische Sandsteinquaderbau wurde 1899 geweiht. Die bauzeitliche Ausstattung besteht unter anderem aus dem Deckengemälde Herz Jesu, ein Werk des Staffelsteiner Künstlers Hans Theodor Stengel.
In der Bayerischen Denkmalliste sind für Neudorf vier Baudenkmäler aufgeführt.

## Alljährlich wiederkehrende Feste
Alljährlich findet in Neudorf bei Ebensfeld ein Dorffest statt, welches zahlreiche auswärtige Besucher anzieht. Dieses Dorffest ist ein wichtiges Ereignis in der Kultur des Obermainlandes.